# Thiosíran

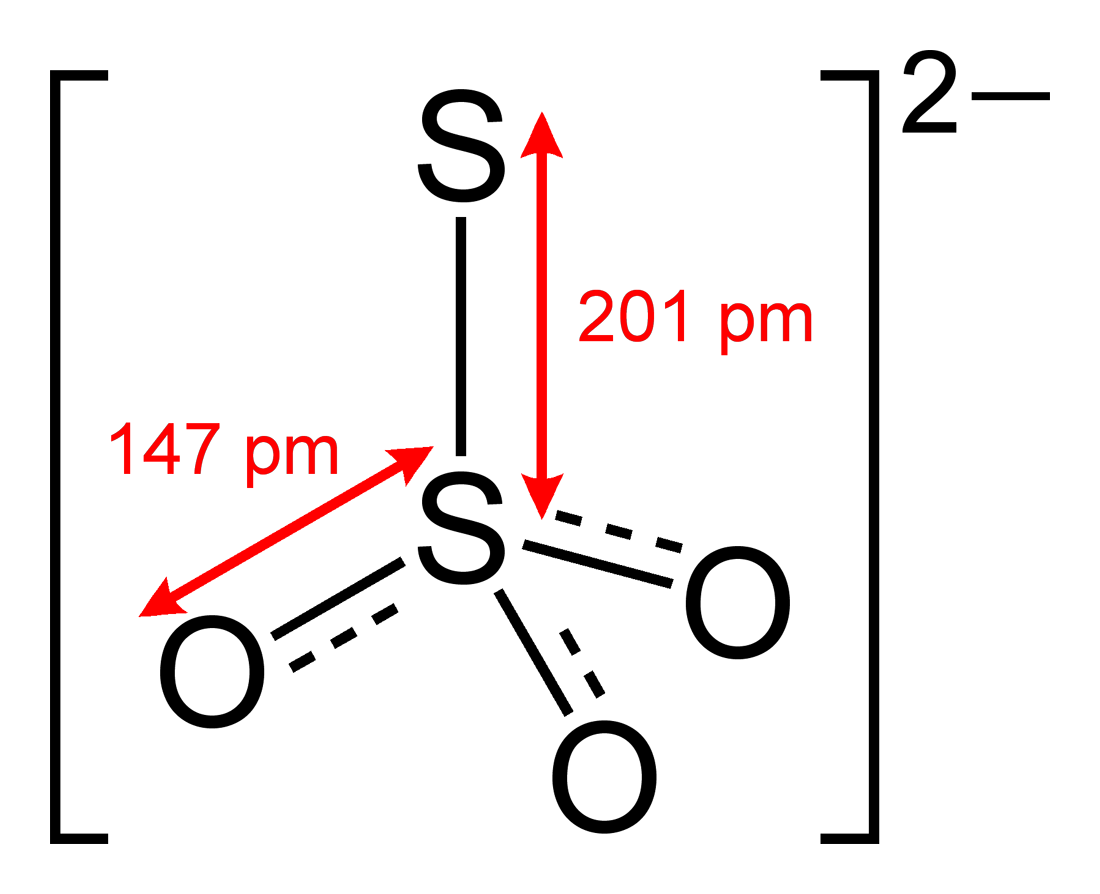
Struktura thiosíranového anionu

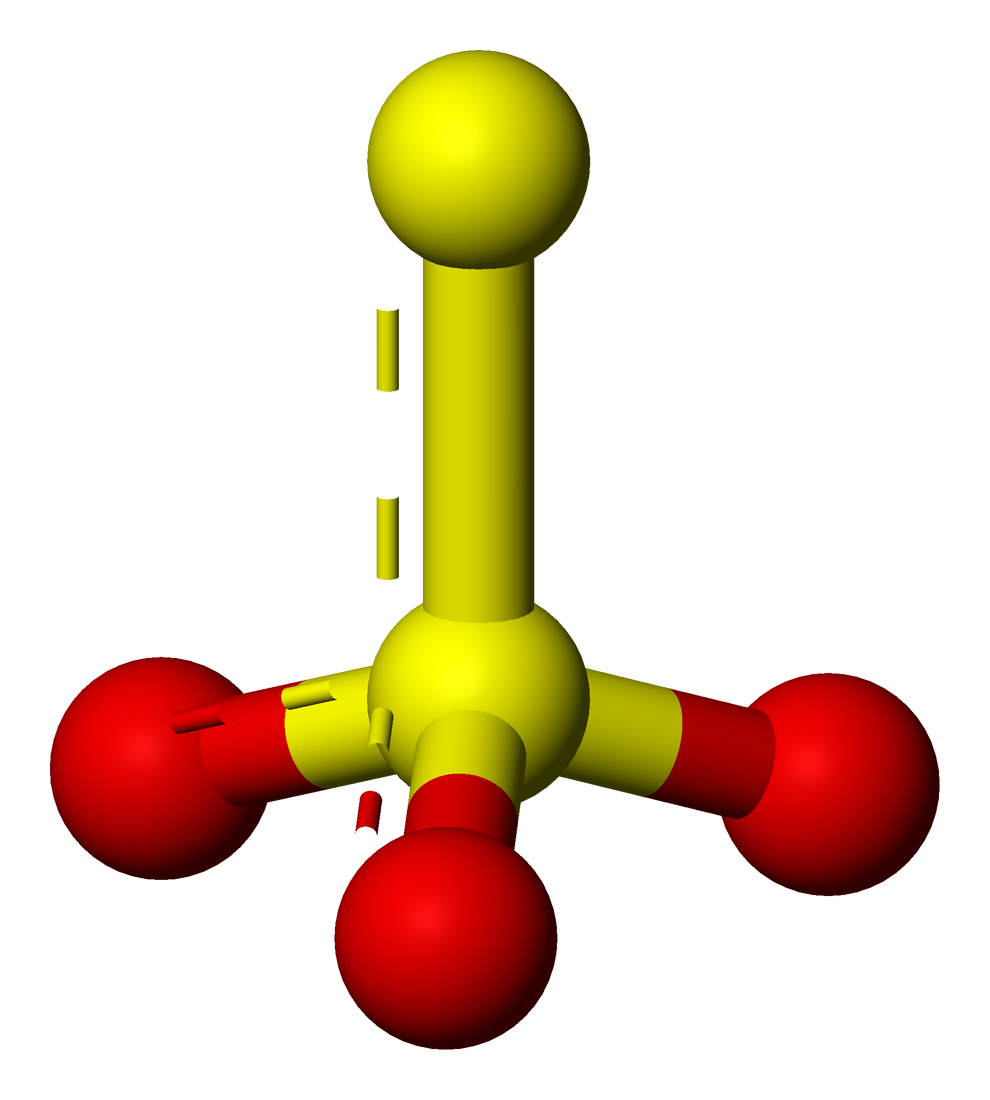
Kuličkový model thiosíranového anionu

Thiosíran (též thiosulfát nebo nepřesně sirnatan, S2O32−) je oxyanion síry vznikající reakcí siřičitanu s elementární sírou ve vařící vodě. Thiosíran se přirozeně vyskytuje v horkých pramenech a gejzírech, vzniká také při některých biochemických procesech. Rychle dechloruje vodu a jeho významnou oblastí použití je zastavení bělicího procesu v papírenství. Je užitečný také při zpracování stříbrné rudy, při zpracování kůže a pro ustalování barviv v textilu. Thiosíran sodný se široce používá v klasické fotografii jako ustalovač pro černobílé negativy a pozitivy; moderní rychlé ustalovače obsahují thiosíran amonný, který účinkuje třikrát až čtyřikrát rychleji. Podle názvosloví IUPAC se kromě thiosíran (odv. od kyseliny thiosírové) používá název sulfanidsulfonát, název odpovídající kyselině sulfansulfonové (thiosírové).[zdroj⁠?!]
Thiosírany jsou stabilní jen v neutrálních nebo zásaditých roztocích, ne však v kyselých, kde se rozkládají na siřičitan a síru. Siřičitan se dehydratuje na oxid siřičitý:
S2O32− (aq) + 2 H+ (aq) → SO2 (g) + S (s) + H2O
Tuto reakci lze použít pro přípravu dočasné vodné suspenze částic a demonstraci Rayleighova rozptylu světla ve fyzice. Dopadá-li zespoda bílé světlo, ze stran je vidět světlo modré a shora oranžové, a to díky stejným mechanismům, jaké zbarvují oblohu v poledne a za soumraku.
Thiosírany reagují s halogeny různě, což lze přisoudit klesající oxidační síle s rostoucím protonovým číslem v halogenové skupině:
2 S2O32− (aq) + I2 (aq) → S4O62− (aq) + 2 I− (aq)
S2O32− (aq) + 4 Br2 (aq) + 5 H2O(l) → 2 SO42− (aq) + 8 Br− (aq) + 10 H+ (aq)
S2O32− (aq) + 4 Cl2 (aq) + 5 H2O (l) → 2 SO42− (aq) + 8 Cl− (aq) + 10 H+ (aq)
Thiosíran způsobuje rychlou korozi kovů. Ocel a nerezavějící ocel jsou zvláště citlivé na důlkovou korozi vyvolávanou thiosíranem. Pro zvýšení odolnosti nerezavějící oceli proti důlkové korozi je potřeba do ní přidat molybden (AISI 316L hMo). Thiosírany často vznikají neúplnou oxidací sulfidů (oxidace pyritu) nebo částečnou redukcí síranů (kraftový papír).
Přírodní výskyt thiosíranové skupiny je prakticky omezen na velmi vzácný minerál sidpietersit, Pb4(S2O3)O2(OH)2,. Přítomnost tohoto anionu v nerostu bazhenovitu byla nedávno zpochybněna.